# Landau in der Pfalz
Landau in der Pfalz är en kretsfri stad i det tyska förbundslandet Rheinland-Pfalz med en yta av 83 km² och en befolkning på omkring 48 000 invånare. Staden ligger i delstatens södra del omkring 20 kilometer från gränsen till Frankrike.
Landau omtalas 1268, blev fri riksstad 1274. Landau blev fransk stad 1679 och befästes 1688 men tillföll 1816 Bayern. 1871 blev staden tysk.
Landau har gett namn åt vagnstyperna landå och landaulette.